# Magneuptychia tricolor
Espèce
Magneuptychia tricolor est une espèce d'insectes lépidoptères (papillons) de la famille des Nymphalidae, de la sous-famille des Satyrinae, de la tribu des Satyrini et du genre Magneuptychia.

## Description
Magneuptychia tricolor est un papillon au dessus de couleur marron avec à l'aile postérieure chez le mâle la côte orange et le bord interne bleu.
Le revers est gris bleuté (et la partie postérieure de l'aile postérieure est bleu) rayé de marron et orné d'un ocelle à l'apex des ailes antérieures et aux ailes postérieures d'une ligne submarginale d'ocelles cernés de jaune de tailles diverses dont seuls les deux proches de l'apex et le très gros proche de l'angle anal sont noir et doublement pupillés.

## Écologie et distribution
Magneuptychia tricolor est présent au Brésil, au Pérou, en Équateur, au Surinam et en Guyane,.

## Systématique
Magneuptychia tricolor a été décrit par l'entomologiste britannique William Chapman Hewitson en 1850 sous le nom initial d'Euptychia tricolor.

### Synonymie
- Euptychia tricolor  Hewitson, 1850 - protonyme

### Liste des sous-espèces
Sous-espèces
- Magneuptychia tricolor tricolor
- Magneuptychia tricolor fulgora (Butler, 1869) ; au Pérou[2].

## Magneuptychia tricoloret l'Homme

### Nom vernaculaire
Magneuptychia tricolor se nomme en anglais Tricolor Satyr.

### Protection
Pas de statut de protection particulier.